# Банне (Шер)
Банне́ (фр. Bannay) — коммуна во Франции, находится в регионе Центр. Департамент — Шер. Входит в состав кантона Сансер. Округ коммуны — Бурж.
Код INSEE коммуны — 18020.

## География
Коммуна расположена приблизительно в 170 км к югу от Парижа, в 95 км юго-восточнее Орлеана, в 50 км к северо-востоку от Буржа.
Вдоль восточной границы коммуны протекает река Луара.

## Население
Население коммуны на 2008 год составляло 771 человек.
| 1962 | 1968 | 1975 | 1982 | 1990 | 1999 | 2008 |
| ---- | ---- | ---- | ---- | ---- | ---- | ---- |
| 655  | 673  | 737  | 785  | 766  | 771  | 771  |

## Экономика
В 2007 году среди 472 человек в трудоспособном возрасте (15-64 лет) 346 были экономически активными, 126 — неактивными (показатель активности — 73,3 %, в 1999 году было 66,2 %). Из 346 активных работали 323 человека (164 мужчины и 159 женщин), безработных было 23 (10 мужчин и 13 женщин). Среди 126 неактивных 20 человек были учениками или студентами, 68 — пенсионерами, 38 были неактивными по другим причинам.

## Достопримечательности
- Церковь Сен-Жюльен (XV век)
- Замок (XVIII век)
- Виадук Пор-Обри[фр.] — железнодорожный мост через Луару, длина — 828 м
- Руины римской бани
- Три водяные мельницы в деревнях Деза, Гранье и Фрикамбо

## Фотогалерея

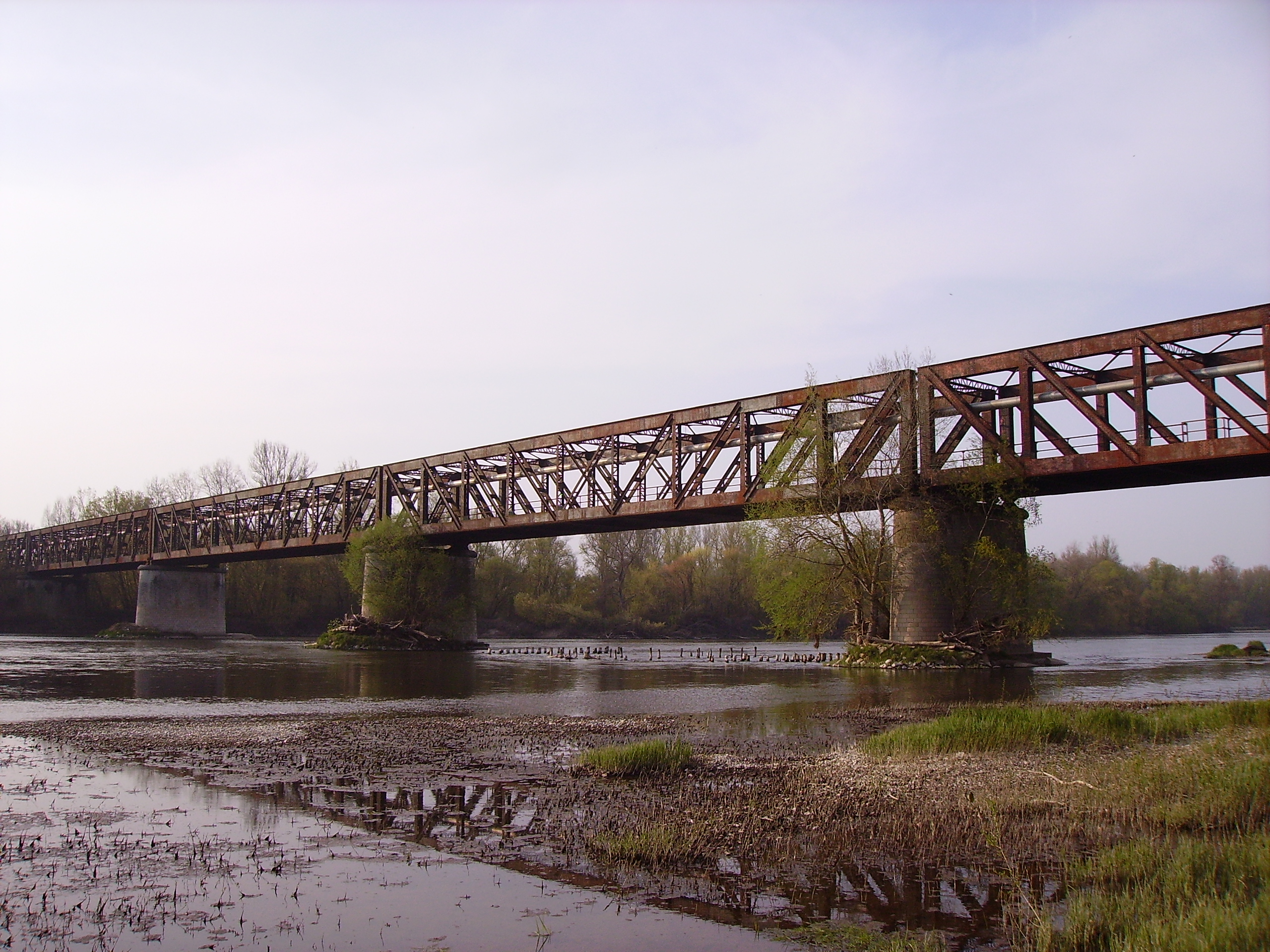
Виадук Пор-Обри
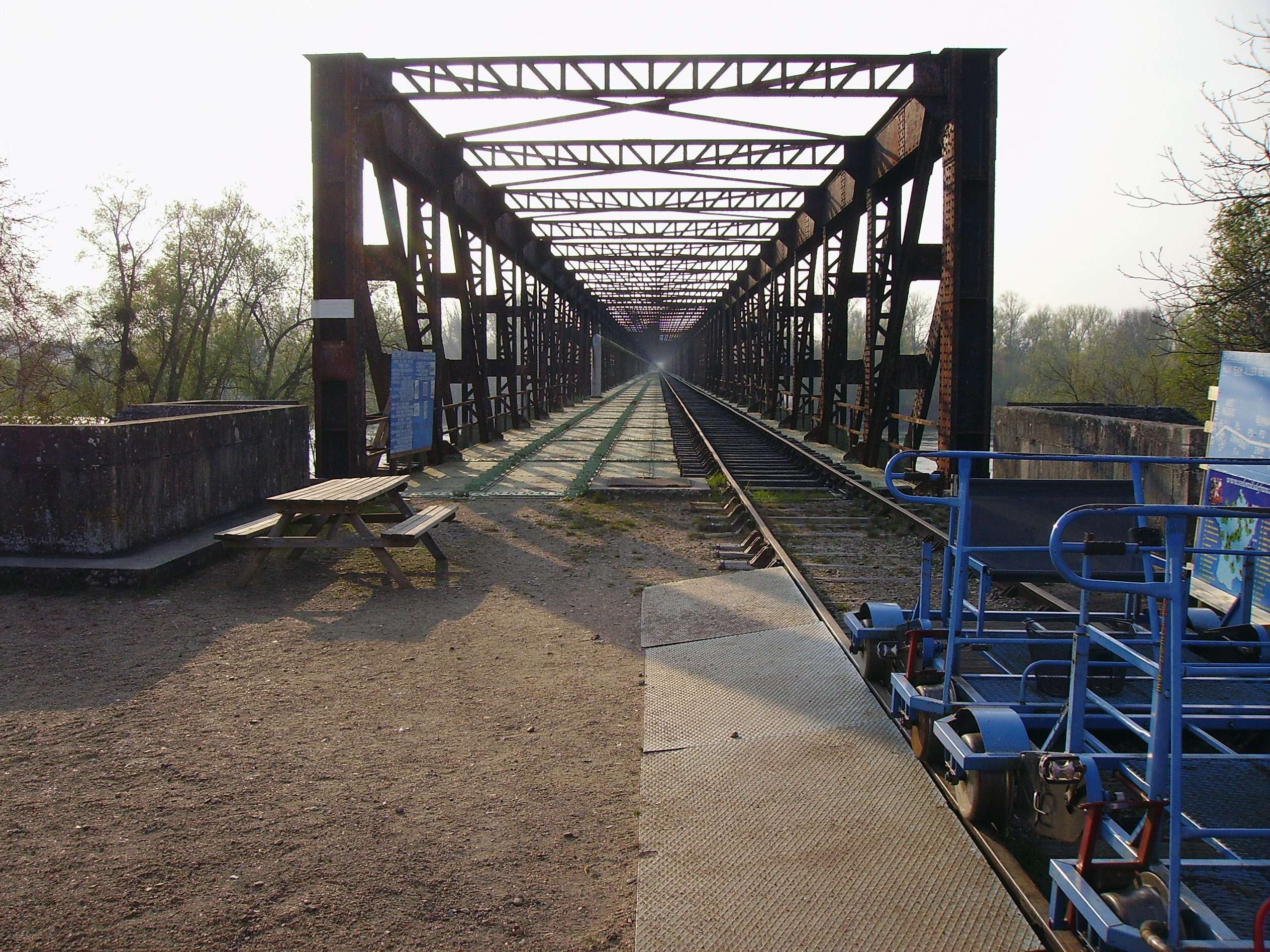
Виадук Пор-Обри
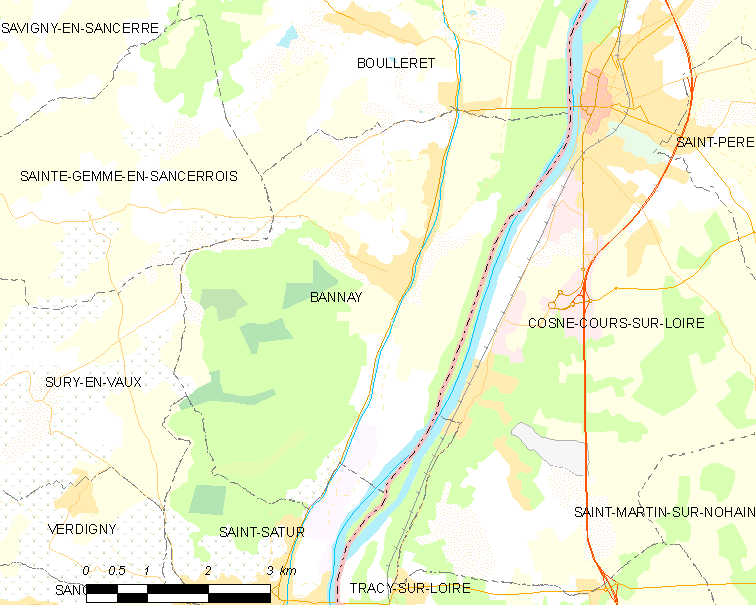
Карта коммуны